# 베이스 코치
베이스 코치는 야구에서 베이스에 관련된 지도와 훈련을 전담하는 코치를 가르키는 단어이다.

## 설명
베이스 코치는 주루 코치가 2명으로 배치되는 것에 비해서 1명만 배치된다. 주루 코치가 가진 역할과 상당 부분이 겹치지만 주루 코치가 가진 역할 외에 베이스 코치가 가진 추가 역할이라면 주루 코치는 타자와 주자의 진루를 현장에서 돕고 보호대를 푸는 것을 받아주는 것이 주된 역할이지만 베이스 코치는 이 역할 외에도 주루 코치나 주자에게 감독과 벤치의 작전과 전달 사항을 전달하고 통제와 조언을 해주는 것이 주루 코치가 가진 역할 외에 베이스 코치가 가진 추가 역할이 된다. 타격 코치, 주루 코치, 수비 코치와 더불어 타자로 뛰다 은퇴한 선수가 맡게 되며 코치 연수를 통해 코치 자격증을 얻은 사람이 베이스 코치를 전담하게 된다. 각 야구단마다 타자의 주루 능력을 향상시키고 가르치는 베이스 코치가 존재한다.

## 같이 보기
- 야구 코치
- 야구